# لي براسور
لي إي براسور، أستاذة أمريكيّة في التّواصُل التِّقني في قسم اللغة الإنجليزية في جامعة ولاية إلينوي، وخبيرة في مجال التصوير المرئي، مشهورة بكتابها «تصوير المعلومات التقنيّة: نقد ثقافي» عام ٢٠٠٣.

## السيرة الشخصية
تَلَقّت براسور درجة البكالوريوس من جامعة ميشيغان الغربيّة، ودرجة الماجستير من جامعة ميشيغان الشرقيّة، ودرجة مُساعد أستاذ من جامعة ميشيغان في آن آربور.
في عام ١٩٩٠، بدأت العمل في قسم اللغة الإنجليزية في جامعة ولاية إلينوي. حتّى عام ٢٠٠٥ كانت تُدرّس مساقات في البلاغة المرئيّة والكتابة التقنيّة. منذ عام ١٩٩٨ حتى عام ١٩٩٩ كانت مديرةً لبرنامج الكتابة التقنيّة في جامعة ولاية إلينوي، شغلت منصب مساعد رئيس في قسم اللغة الإنجليزية في جامعة ولاية إلينوي. لقد كانت تعمل بمثابة خبيرة استشاريّة للعديد من دور النشر. ومنذ عام ١٩٩٩ فهي بمثابة ناقدة تحريريّة لصالح جريدة الاتصالات التقنيّة الرُّبع سنويّة.
تلقّت براسور عام ١٩٩٤ ترشيحًا لجائزة لمبادرة جامعيّة للبُحوث، من قِبَل كُلّية العُلوم والفُنون، في جامعة ولاية إلينوي. وعام ٢٠٠٤، تَلَقّت جائِزة البحث المتميّز في مجال العلوم الإنسانيّة في كليّة العلوم والفنون، وفي عام ٢٠٠٤ أيضًا من جامعة ولاية.

## مؤلّفات
كَتَبَت لي إي براسور العَديد مِن المقالات وَكِتاب.
- 1997. New American families : Chinese daughters and their single mothers : adoption stories about hope and love from Our Chinese Daughters Foundation. Compiled and edited with Jane A. Liedtke. Bloomington, IL : Our Chinese Daughters Foundation.
- 2003. Visualizing Technical Information: A Cultural Critique. Amityville, NY : Baywood Publ.

Articles, a selection:
- 2001. "Critiquing the Culture of Computer Graphing Practices". In: Journal of Technical Writing and Communication. Vol 31, nr.1. pp. 27–39.
- 2004. "Contesting the Objectivist Paradigm: Gender Issues in the Technical and Professional Communication Curriculum". In: Central Works in Technical Communication. Edited by Johndan Johnson-Eilola and Stuart A. Selber. Oxford press.
- 2005. "Florence Nightingale's Visual Rhetoric in the Rose Diagrams." In: Technical Communication Quarterly 14: 2.

## وصلات خارجيّة
- الصفحة الرئيسية في قسم اللغة الإنجليزية، جامعة ولاية إلينوي.
- ملف لي براسور في قسم اللغة الإنجليزية، جامعة ولاية إلينوي.